# K Houthalen VV
Maillots
Dernière mise à jour : 4 août 2017.
Le Koninklijke Houthalen Voetbal Vereniging est un club belge de football localisé à Houthalen dans la Province de Limbourg. Porteur du matricule 2402, le cercle joue en vert, jaune et rouge. Il est issu de différentes fusions, dont la dernière en 2011.
Le club évolue en 2017-2018 en quatrième provinciale limbourgeoise. Au cours de son histoire, le club a joué 19 saisons en séries nationales, dont six en Division 3.

## Repères historiques
- 1934 : fondation de FOOTBALL CLUB VOORUIT HOUTHALEN.
- 1936 : Le 11 août 1936, FOOTBALL CLUB VOORUIT HOUTHALEN s'affilie à l'URBSFA sous la dénomination de FOOTBALL CLUB EENDRACHT HOUTHALEN et reçoit le matricule 2402.
- 1952 : FOOTBALL CLUB EENDRACHT HOUTHALEN (2402) accède pour la première fois aux séries nationales.
- 1963 : FOOTBALL CLUB EENDRACHT HOUTHALEN (2402) monte en Division 3
- 1965 : Le 1er juillet 1965, FOOTBALL CLUB EENDRACHT HOUTHALEN (2402) fusionne avec FOOTBALL CLUB HOOGER-OP HOUTHALEN (6231) et prend la dénomination de SPORTING HOUTHALEN (2402)
- 1987 : SPORTING HOUTHALEN (2402) est reconnu société Royale et adapte sa dénomination, le 1er juillet 1987 en KONINKLIJKE SPORTING HOUTHALEN (2402)
- 2011 : Le 1er juillet 2011, KONINKLIJKE SPORTING HOUTHALEN (2402) fusionne avec RED STAR LAAK (8338) et prend la dénomination de KONINKLIJKE HOUTHALEN VOETBAL VERENIGING (2402).

## Histoire
L'Histoire de ce club est étroitement lié à celle du secteur minier. En 1934, des ouvriers des charbonnage d'Houthalen créent une équipe qu'ils baptisent FC Vooruit. Deux ans plus, le club se structure et s'affilie auprès de l'URBSFA sous la dénomination de FC Eendracht Houthalen. Il se voit attribuer le "matricule 2402". Ses couleurs officielles sont Mauve et Blanc.
En 1952, a lieu une grande réforme des séries et la création du 4e niveau national qui hérite du nom de "Promotion". Le matricule 2402 est un des cinq cercles limbourgeois qui deviennent fondateurs de cette nouvelle division. Le club y réalise des performances correctes. Il décroche le titre en 1963 et monte en Division 3.
Deux ans plus tard, la fermeture des mines porte un rude coup, qui sera finalement fatal, au matricule 2402. Privé de son principal soutien, le club cherche le salut dans une fusion, en 1965, avec le VV Hoger Op Houthalen (matricule 6231), un petit cercle local qui milite en 2e provinciale. Le club fusionné conserve le matricule 2402 et prend la dénomination de « Sporting Houthalen ». Le club opte pour les couleurs Bleu et Blanc.
Le club joue encore trois saisons en Division 3 mais en 1968, il redescend en Promotion. Une deuxième relégation consécutive en 1969, le renvoie en 1e provinciale limbourgeoise.
Le Sporting Houthalen retrouve les séries nationales en 1971, mais deux championnats plus tard il est relégué. Jusqu'à ce jour, il n'est plus jamais apparu en nationale. Jusqu'aux années 1990, le club fit encore illusion en militant en "P1" (niveau 5), mais ensuite, il recula nettement et échoua dans la plus petite division, la 4e provinciale.
En 2011, toujours en proie à des soucis financiers, le club procède à une nouvelle fusion. Il s'unit cette fois avec le Red Star Laak (matricule 8338) et prend le nom de Houthalen VV tout en conservant le matricule 2402.

## Personnalités
- Georges Leekens (ancien joueur du Crossing Schaerbeek, du FC Bruges, entraîneur à succès et ancien sélectionneur des Diables Rouges à deux reprises) fit ses classes au FC Eendracht/Sporting Houthalen, de 1958 à 1969.

## Résultats dans les divisions nationales
Statistiques mises à jour le 24 juin 2013

### Palmarès
- 1 fois champion de Promotion en 1962

### Bilan
| Niv | Divisions     | Jouées | Titres | TM Up | TM Down |
| --- | ------------- | ------ | ------ | ----- | ------- |
| I   | 1re nationale | 0      | 0      |       |         |
| II  | 2e nationale  | 0      | 0      |       |         |
| III | 3e nationale  | 6      | 0      |       |         |
| IV  | 4e nationale  | 13     | 1      |       |         |
| V   | 5e nationale  | 0      | 0      |       |         |
|     |               |        |        |       |         |
|     | TOTAUX        | 19     | 1      | 0     | 0       |

- TM Up : test-match pour départager des égalités, ou toutes formes de Barrages ou de Tour final pour une montée éventuelle.
- TM Down : test-match pour départager des égalités, ou toutes formes de Barrages ou de Tour final pour le maintien.

### Classements saison par saison
| Ordre | Saison  | Nom du club            | Niveau             | Classement final | Remarques           |
| ----- | ------- | ---------------------- | ------------------ | ---------------- | ------------------- |
|       |         |                        |                    |                  | séries provinciales |
| 1     | 1952-53 | FC Eendracht Houthalen | Promotion série C  | 6e/16            |                     |
| 2     | 1953-54 | FC Eendracht Houthalen | Promotion série B  | 6e/16            |                     |
| 3     | 1954-55 | FC Eendracht Houthalen | Promotion série A  | 3e/16            |                     |
| 4     | 1955-56 | FC Eendracht Houthalen | Promotion série D  | 4e/16            |                     |
| 5     | 1956-57 | FC Eendracht Houthalen | Promotion série A  | 11e/16           |                     |
| 6     | 1957-58 | FC Eendracht Houthalen | Promotion série C  | 6e/16            |                     |
| 7     | 1958-59 | FC Eendracht Houthalen | Promotion série C  | 6e/16            |                     |
| 8     | 1959-60 | FC Eendracht Houthalen | Promotion série D  | 9e/16            |                     |
| 9     | 1960-61 | FC Eendracht Houthalen | Promotion série C  | 5e/16            |                     |
| 10    | 1961-62 | FC Eendracht Houthalen | Promotion série D  | Champion         | Promu !             |
| 11    | 1962-63 | FC Eendracht Houthalen | Division 3 série B | 13e/16           |                     |
| 12    | 1963-64 | FC Eendracht Houthalen | Division 3 série A | 10e/16           |                     |
| 13    | 1964-65 | FC Eendracht Houthalen | Division 3 série B | 14e/16           |                     |
| 14    | 1965-66 | Sporting Houthalen     | Division 3 série A | 10e/16           |                     |
| 15    | 1966-67 | Sporting Houthalen     | Division 3 série B | 8e/16            |                     |
| 16    | 1967-68 | Sporting Houthalen     | Division 3 série A | 15e/16           | Relégué !           |
| 17    | 1968-69 | Sporting Houthalen     | Promotion série B  | 15e/16           | Relégué !           |
|       |         |                        |                    |                  | séries provinciales |
| 18    | 1971-72 | Sporting Houthalen     | Promotion série C  | 9e/16            |                     |
| 19    | 1972-73 | Sporting Houthalen     | Promotion série C  | 16e/16           | Relégué !           |
|       |         |                        |                    |                  | séries provinciales |